# 第3次超級機器人大戰
《第3次超級機器人大戰》（下稱「第3次」）是萬普發售的回合制戰略角色扮演游戏。

## 概要
以SD比例表現的機器人跨界作品「超級機器人大戰系列」的第3作。《第2次超級機器人大戰》（下稱「第2次」）的續編、DC戰爭系列的第2作。超級機器人大戰系列首次使用路線分岐，透過玩家的選擇使故事出現分歧，而且達成特定條件更能進入隱藏關卡。連分岐在內關卡總數共62話。
發售平台為超級任天堂，資料容量比《第2次》多3倍，圖像與音響質素也得到大幅提升。戰鬥動畫中的機器人的動作變得更多樣化，也首次在戰鬥動畫內出現背景。另外《勇者雷登》的雷登的必殺技更加入細小的動畫切入、《超電磁機器人 孔巴德拉V》的孔巴德拉V的合體動畫也於本作首次登場。
為了脫離銷售額不振而製作的本作在發售當初的成績並不理想。但後來因為遊戲雜誌頻繁地為本作制作特集而令人氣不斷上昇。一時間二手價格甚至比官方定價更高，想要入手也變得十分困難，在機戰迷之間一直稱呼本作為「幻之作」。當初有傳本作是系列最終作，但因為玩家的強烈希望而令下一作《第4次超級機器人大戰》（下稱「第4次」）被批准製作，更因此特別製作《超級機器人大戰EX》（下稱「EX」）以向玩家介紹原創作品《魔裝機神賽巴斯塔》的設定。

### 移植版
1999年， 《第3次》和《第2次》及《EX》一併被移植成《超級機器人大戰COMPLETE BOX》。系統根據當時最新的《超級機器人大戰F》、遊戲平衡度也被調整。另外3部作品及後也有在1999年和2000年分開發售。2011年1月26日，在PlayStation Store的Game Archives提供付費下載。

## 參戰作品
★為系列初參戰作品。

### 一覽
- 機動戰士高達（機動戦士ガンダム）
- ★機動戰士高達0080：口袋中的戰爭（機動戦士ガンダム ポケットの中の戦争）
- ★機動戰士高達0083：星塵的回憶（機動戦士ガンダム STARDUST MEMORY）
- 機動戰士Ζ GUNDAM（機動戦士Ζガンダム）
- 機動戰士高達ZZ（機動戦士ガンダムΖΖ）
- 機動戰士高達 馬沙之反擊（機動戦士ガンダム 逆襲のシャア）
- 機動戰士GUNDAM F91（機動戦士ガンダムF91）
- ★無敵鋼人泰坦3（無敵鋼人ダイターン3）
- 鐵甲萬能俠（マジンガーZ）
- 鐵甲萬能俠2號（グレートマジンガー）
- 金剛戰神（UFOロボ グレンダイザー）
- 三一萬能俠（ゲッターロボ）
- 三一萬能俠G（ゲッターロボG）
- ★超電磁機器人 孔巴德拉V（超電磁ロボ コン・バトラーV）
- ★勇者萊汀（勇者ライディーン）
- 魔裝機神賽巴斯塔（魔装機神サイバスター）

### 解說
《機動戰士高達0080：口袋中的戰爭》・《機動戰士高達0083：星塵的回憶》・《無敵鋼人泰坦3》・《超電磁機器人 孔巴德拉V》・《勇者雷登》5部作品初參戰。
《第2次》中沒有登場的《鐵甲萬能俠2號》劍鐵也和《三一萬能俠G》的車弁慶在今作正式登場。另外《魔裝機神賽巴斯塔》的女主角之一的琉妮·索達克（リューネ・ゾルダーク）及她的機體瓦爾西翁妮（ヴァルシオーネ）也在今作初登場。

### 封面登場機体
- 高達（機動戰士高達）
- （超力電磁俠）
- 賽巴斯塔（魔装機神賽巴斯塔）
- 鐵甲萬能俠（鐵甲萬能俠）
- 雷登（勇者萊汀）

## STAFF
製作人
じっぱひとからげ
劇本．監督
阪田雅彥
音樂
田中伸一
原創機體設計
守谷淳一

## 關連商品

### 攻略本
スーパーファミコン必勝法スペシャル 第3次スーパーロボット大戦
勁文社、ケイブンシャ的大百科別冊。
SFC版《第3次超級機器人大戰》的攻略本。
第3次スーパーロボット大戦 公式ガイドブック
バンダイ、ISBN 9784891895136。
SFC版《第3次超級機器人大戰》的官方攻略本。
スーパーロボット大戦 完全ガイド
勁文社、ケイブンシャ的大百科別冊。
《超級機器人大戰》、FC版《第2次超級機器人大戰》和SFC版《第3次超級機器人大戰》的攻略本。發售前的SFC版《超級機器人大戰EX》也有被介紹。

## 外部連結
- PS版第3次超級機器人大戰 介紹網頁
- PS官方網頁 第3次超級機器人大戰（通常版） 介紹網頁 （页面存档备份，存于）
- PS官方網頁 第3次超級機器人大戰（Game Archives版） 介紹網頁 （页面存档备份，存于）